# Sveča
Sveča è una cittadina della Russia europea centro-settentrionale, situata nella oblast' di Kirov; appartiene amministrativamente al rajon Svečinskij, del quale è il capoluogo.